# Hussein Darbouk
Hussein Darbouk est un colonel des forces armées libyennes. Il rejoint l'opposition armée au régime de Kadhafi  lors de la guerre civile libyenne de 2011. Il commande les insurgés de la ville de Zaouïa lors de la Première bataille de Zaouïa qui a lieu du 24 février au 10 mars. Il fonde durant la bataille l'Armée de libération de l'ouest libyen et le 4 mars il meurt durant les combats.